# Chrysanthe Ier de Jérusalem
Pour les articles homonymes, voir Chrysanthe Ier.
Chrysanthe Ier (en grec Xρύσανθος A', né à Arachova en Achaïe, auj. Exochi (el), mort en 1731) est patriarche orthodoxe de Jérusalem du 19 février 1707 au 18 février 1731.